# Çevlik, Talas
Çevlik là một xã thuộc quận Talas, tỉnh Kayseri, Thổ Nhĩ Kỳ. Dân số thời điểm năm 2008 là 242 người.